# Фалькенхайм, Гуго
Гуго Фалькенхайм (нем. Hugo Falkenheim; 4 сентября 1856, Прёйсиш-Эйлау, королевство Пруссия — 22 сентября 1945, Рочестер, США) — немецкий врач еврейского происхождения, со специализацией в терапевтии, педиатрии, военной медицине. Глава кафедры педиатрии Кёнигсбергского университета. Военный врач в звании генерала армии Германии. Основатель «Центральной ассоциации германских евреев». Глава еврейской общины в Кёнигсберге.

## Биография
Родился 4 сентября 1856 года в еврейской семье в городе Прёйсиш-Эйлау, современный Багратионовск в Калининградской области в РФ. Изучал медицину в Кенигсбергском и Страсбургском университетах. Во время зимнего семестра 1874—1875 года стал членом Кёнигсбергской студенческой корпорации «Германия».
В 1880—1881 году завершил образование и приступил к врачебной практике в Кенигсберге. Посетив Вену и Лейпциг, в 1882 году вернулся в Кёнигсберг. Фалькенхайм был принят на работу в Кёнигсбергскую университетскую больницу, которой руководил Бернхард Наунин. В 1885 году он получил докторскую степень по внутренней медицине. В 1888 году преемником Наунина стал Людвиг Лихтхайм, который сразу же перевел двух своих главных врачей, Фалькенхайма и Юлиуса Шрайбера, в независимые функциональные отделения Медицинской клиники.
Фалькенхайм занимался исследованиями в области педиатрии, поэтому ему предложили вести курс этой дисциплины в Кёнигсбергском университете. В 1896 году он стал экстраординарным профессором. Его лекции послужили фундаментом для учреждения кафедры педиатрии в Кёнигсбергском университете. Крайне высокий уровень смертности среди новорожденных требовал детального изучения этой дисциплины. В 1895 году педиатрическую поликлинику, которую курировал Фалькенхайм, признали Университетской детской поликлиникой. Ординариат для педиатрии был учрежден только в 1921 году. До 1924 года им также руководил Фалькенхайм. Он понимал, что прогресс в деле сохранения детского здоровья в регионе невозможен без детской больницы. В 1912 году Фалькенхайм, по просьбе руководства города, начать планировать строительство детской клиники при поддержке ассоциации по защите детей, которую основал ранее в 1907 году. В 1916 году больница была построена и введена в эксплуатацию под именем больницы Вильгельма и Августы-Виктории.
С 1915 года до конца Первой мировой войны Фалькенхайм был главным врачом Замковой филиальной больницы VI в Кенигсберге. С 1916 года он носил звание Тайного медицинского советника. Во времена Веймарской республики в 1921 году Фалькенхайм был назначен на кафедру педиатрии в Кёнигсбергском университете. В 1922 году получил звание генерала военно-медицинской службы в резерве. В 1926 году вышел на пенсию в возрасте семидесяти двух лет. С 1895 по 1935 год возглавлял терапевтическое и педиатрическое отделения больницы Святой Елизаветы.
В 1908 году Фалькенхайм стал одним из учредителей Центральной ассоциации германских евреев. В 1928 году еврейская община Кенигсберга избрала его своим председателем. Фалькенхайм занимал этот пост до 1941 года. В октябре этого года ему пришлось бежать, бросив все свое имущество. В запертой машине он был доставлен в Барселону, откуда на небольшом грузовом пароходе переплыл Атлантический океан и прибыл в Гавану на Кубе. В 1942 году, вместе со своим сыном Куртом Фалькенхаймом, он поселился в Рочестере в штате Нью-Йорк, где умер 22 сентября 1945 года.

#### Книги
- Seidler Ed. Jüdische Kinderärzte 1933—1945: entrechtet, geflohen, ermordet :  [нем.]. — Basel : Karger, 2007. — P. 315. — 547 p. — ISBN 978-3-80-558284-1.
- Röder W., Strauss H. A.[нем.]. International Biographical Dictionary of Central European Emigrés 1933—1945 :  [нем.]. — München : Saur, 1983. — Vol. II. — P. 280. — ISBN 3-598-10089-2.

#### Статьи
- Rosenbaum Sh. Jüdische Mediziner der Königsberger Universität vor 50 Jahren (нем.) // Leo Baeck Institute Bulletin : giornal. — 1963. — Nr. 21 (6). — S. 92—97.